# Bärbel Löhnert
Bärbel Löhnert (Ruhla, 23 september 1942) is een atleet uit Duitsland.
Op de Olympische Zomerspelen van Mexico in 1968 nam Löhnert deel aan het onderdeel verspringen en werd 14e.
In 1968 won ze op het EK indoor een zilveren medaille bij het verspringen.
Haar persoonlijk record is 6m53.